# زسیدکو (دهانه)
زسیدکو یک دهانه برخوردی در ماه است.